# Amphoe Mueang Ubon Ratchathani
Amphoe Mueang Ubon Ratchathani (Thai อำเภอ เมืองอุบลราชธานี) ist ein Landkreis (Amphoe – Verwaltungs-Distrikt) in der Provinz Ubon Ratchathani. Die Provinz Ubon Ratchathani liegt in der Nordostregion von Thailand, dem so genannten Isan.

## Geographie
Ubon liegt im Dreiländereck Thailand, Laos und Kambodscha, etwa 630 Kilometer nordöstlich der Hauptstadt Bangkok. Durch den Landkreis fließt der Mae Nam Mun (Mun-Fluss), der größte Fluss des Isan.
Benachbarte Distrikte (von Westen im Uhrzeigersinn): die Amphoe Khueang Nai Muang Sam Sip, Lao Suea Kok, Don Mot Daeng, Sawang Wirawong, und Warin Chamrap der Provinz Ubon Ratchathani sowie Amphoe Kanthararom der Provinz Si Sa Ket.
Wichtigste Wasser-Ressource ist der Mae Nam Mun (Mun-Fluss).

## Geschichte
Der Landkreis hieß ursprünglich Buphapala Nikhom (บุพปลนิคม). Der Name wurde 1909 in Burapha Ubon (บูรพาอุบล), 1913 in Amphoe  Mueang Ubon und am  24. April 1917 in Amphoe  Mueang Ubon Ratchathani geändert.

## Verkehr
In diesem Bezirk befindet sich der Flughafen Ubon Ratchathani.

## Ausbildung
In Amphoe Mueang Ubon Ratchathani hat die Rajabhat-Universität Ubon Ratchathani ihren Sitz.

## Verwaltung
Provinzverwaltung
Der Landkreis Mueang Ubon Ratchathani ist in zwölf Tambon („Unterbezirke“ oder „Gemeinden“) eingeteilt, die sich weiter in 157 Muban („Dörfer“) unterteilen.
| Nr.  | Name       | Thai    | Muban | Einw.  |
| ---- | ---------- | ------- | ----- | ------ |
| 01.  | Nai Mueang | ในเมือง  | 0-    | 79.797 |
| 04.  | Hua Ruea   | หัวเรือ   | 16    | 09.124 |
| 05.  | Nong Khon  | หนองขอน | 15    | 09.256 |
| 07.  | Pathum     | ปทุม     | 14    | 10.499 |
| 08.  | Kham Yai   | ขามใหญ่  | 26    | 37.717 |
| 09.  | Chaeramae  | แจระแม  | 10    | 13.267 |
| 011. | Nong Bo    | หนองบ่อ  | 13    | 07.651 |
| 012. | Rai Noi    | ไร่น้อย   | 19    | 22.936 |
| 013. | Krasop     | กระโสบ  | 11    | 06.117 |
| 016. | Ku Talat   | กุดลาด   | 14    | 11.130 |
| 019. | Khilek     | ขี้เหล็ก   | 11    | 06.423 |
| 020. | Pa-ao      | ปะอาว   | 08    | 05.345 |

Hinweis: die fehlenden Nummern (Geocodes) beziehen sich auf die Tambon, die sich heute im Distrikt Don Mot Daeng und Lao Suea Kok befinden.
Lokalverwaltung
Es gibt eine Kommune mit „Großstadt“-Status (Thesaban Nakhon) im Landkreis:
- Ubon Ratchathani (Thai: เทศบาลนครอุบลราชธานี)umfasst den gesamten Tambon Nai Mueang.

Es gibt eine Kommune mit „Stadt“-Status (Thesaban Mueang) im Landkreis:
- Chaeramae (Thai: เทศบาลเมืองแจระแม) besteht aus Teilen des Tambon Chaeramae.

Es gibt drei Kommunen mit „Kleinstadt“-Status (Thesaban Tambon) im Landkreis:
- Ubon (Thai: เทศบาลตำบลอุบล) besteht aus Teilen der Tambon Kham Yai und Chaeramae.
- Kham Yai (Thai: เทศบาลตำบลขามใหญ่) besteht aus den übrigen Teilen des Tambon Kham Yai.
- Pathum (Thai: เทศบาลตำบลปทุม) besteht aus dem gesamten Tambon Pathum.

Außerdem gibt es acht „Tambon-Verwaltungsorganisationen“ (องค์การบริหารส่วนตำบล – Tambon Administrative Organizations, TAO):
- Hua Ruea (Thai: องค์การบริหารส่วนตำบลหัวเรือ)
- Nong Khon (Thai: องค์การบริหารส่วนตำบลหนองขอน)
- Nong Bo (Thai: องค์การบริหารส่วนตำบลหนองบ่อ)
- Rai Noi (Thai: องค์การบริหารส่วนตำบลไร่น้อย)
- Krasop (Thai: องค์การบริหารส่วนตำบลกระโสบ)
- Ku Talat (Thai: องค์การบริหารส่วนตำบลกุดลาด)
- Khilek (Thai: องค์การบริหารส่วนตำบลขี้เหล็ก)
- Pa-ao (Thai: องค์การบริหารส่วนตำบลปะอาว)